# Плавицкий сельсовет
Плавицкий сельсовет — сельское поселение в Петровском районе Тамбовской области Российской Федерации.
Административный центр — село Свинино.

## История
Статус и границы сельского поселения установлены Законом Тамбовской области от 17 сентября 2004 года № 232-З «Об установлении границ и определении места нахождения представительных органов муниципальных образований в Тамбовской области».

## Население
| 2010 | 2012 | 2013 | 2014 | 2015 | 2016 | 2017 |
| ---- | ---- | ---- | ---- | ---- | ---- | ---- |
| 718  | ↘676 | ↘656 | ↘614 | ↘593 | ↘576 | ↘558 |
| 2018 | 2019 | 2020 | 2021 |      |      |      |
| ↘552 | ↘529 | ↘518 | ↘404 |      |      |      |

## Состав сельского поселения
| № | Населённый пункт | Тип населённого пункта       | Население |
| - | ---------------- | ---------------------------- | --------- |
| 1 | Берёзовка        | деревня                      | ↘580      |
| 2 | Бычок 1-й        | деревня                      | 8         |
| 3 | Виноградовка     | деревня                      | 9         |
| 4 | Свинино          | село, административный центр | ↘645      |
| 5 | Шумиловка        | деревня                      | 32        |

### Упразднённые населённые пункты
Деревни Воронки и Хреновка.